# Inzá
Inzá là một khu tự quản thuộc tỉnh Cauca, Colombia. Thủ phủ của khu tự quản Inzá đóng tại Inzá Khu tự quản Inzá có diện tích 801 ki lô mét vuông. Đến thời điểm ngày 28 tháng 5 năm 2005, khu tự quản Inzá có dân số 19605 người.